# Історія освоєння мінеральних ресурсів Японії

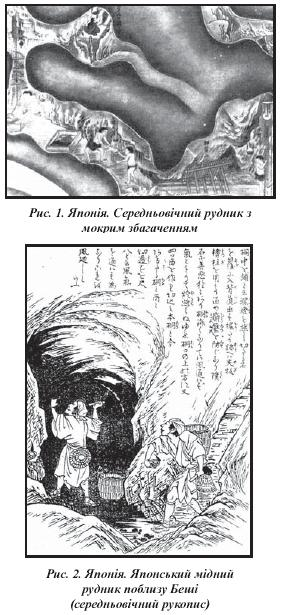

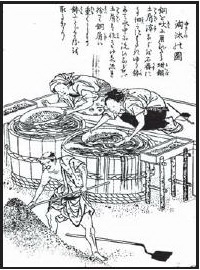
Японія. Миття мідної руди в копальнях Беші (середньовічний рукопис)

Історія освоєння мінеральних ресурсів Японії (яп. 日本の鉱業史)　

## Стародавність
Починаючи 7-го тисячоліття до Р. Х., в період Дзьомон, в Японії відмічалося широке використання кременю, кварциту, андезиту та інших гірських порід, з яких виробляли різноманітні знаряддя і зброю. Тоді ж почався видобуток глин для виготовлення посуду. З 1-го тисячоліття до Р. Х. зі сланців масово виготовляли кинджали і наконечники списів та стріл. Наприкінці 1-го тисячоліття до Р. Х. з'явилися серії знарядь з міді, а також з олов'яної і олов'яно-свинцевої бронзи. Використовували як місцеві руди, так і експорт металів з Китаю.
Залізо увійшло у вжиток лише з III—IV століття по Р. Х. Залізовмісні мінерали добували з піщаних дюн — так зване піщане залізо. Оволодіння технологією виплавки заліза збіглося в Японії з початком державності. Згідно з першим законодавчим кодексом «Тайхо» (701), всьому населенню дозволялися вільний пошук мінералів і їх розробка в тих провінціях, де влада не практикувала цього промислу. Рудошукачі отримували премії за свої відкриття, підприємцям видавалися позики на розвиток гірничорудного промислу.

## Середньовіччя
Перший гірничий кодекс «Тайхоре» з'явився в Японії в 701 р., що свідчить про значний розвиток гірництва вже у ранньому середньовіччі. Згідно з цим кодексом населення набуло права на вільний пошук і розробку руд у тих місцевостях, де цим не займалася держава.
У 708 році в місцевості Тітібу провінції Мусаші були відкриті великі родовища мідних руд. Це стало приводом до скасування державою податків, амністії засуджених. Крім міді в Мусасі, добували золото в Вакуя. Гірничі виробки на срібному руднику острова Цусіма у 11-му столітті досягли глибини 400 м. Щорічний видобуток — близько 27 кг срібла.
Залізні рудники у 9—11 століттях відомі переважно у Західній Японії: провінціях Акі, Ідзумо, Бінґо, Біттю, Бідзен регіону Тюґоку, а також на острові Кюсю. Крім заліза, срібла і міді, видобували ртуть у Ісе, сірку в Саґамі і Сінано, ляпіс в Кодзуке, гірський кришталь в Муцу.
Мідь та інші метали йшли на виготовлення зброї, знарядь праці, а також культових предметів. В 15—16 століттях гірничорудний промисел знову пережив помітний підйом, хоча й став основною причиною внутрішньояпонських воєн. Добували велику кількість золота і срібла (рудники Івамі, Хетанмабу, Дабдокоромабу та інші), олово добували в Обіра провінції Бунґо.
Середньовічна Японія була одним із азійських лідерів видобутку міді, експорт якої здійснювався в країни Азії (в першу чергу в Китай), а з XVII ст. — також в Європу (Голландію). Старовинні японські гравюри (рис. 2 і 3) дають уявлення про особливості місцевої розробки мідних руд.

## Новий час
На початку XVII ст. перші сьогуни з династії Токугава затверджують особливі принципи управління гірничими промислами, що сприяє сталому розвитку гірництва. У 1630 р. було здобуто близько 700 кг золота, з них половина на острові Садо, де в 1601 р. були відкриті багаті копальні золота і срібла (Аїкава). З 1649 р. починають добувати вугілля в шахтах Міїке на острові Кюсю. У 1645 р. в провінції Етіго було відкрите родовище нафти, яке розробляли ямним способом. Були відкриті також нові родовища руд міді (Асіо, 1610 р.; Ані, 1670 р.; Бессі, 1690 р.). стибій почали розробляти на острові Сікоку, залізо — в Тодзю. Усього в країні на кінець XVII ст. діяло 85 великих рудників, з них 34 мідних, що давали 6 тис. т міді і 380 кг срібла на рік. Велика частина міді вивозилася в Китай і Голландію.
У XVII ст. винайшли дерев'яний водовідливний насос з поршнем і двома клапанами. Велике значення мали теоретичні дослідження й узагальнення в книгах японських вчених-гірників. В 1691 р. була опублікована книга Куросави Мотосіге «Важливі замітки про гірські скарби», де розглядалися деякі питання мінералогії, в 1827 р. — книга Сато Нобукаге «Принципи розробки рудників».
Після революції 1868 р. почався третій період підйому японської гірничорудної промисловості. Бурхливо росте видобуток вугілля, в якому задіяні найбільші компанії «Mitzui», «Mitsubishi», «Sumitomo». З 1886 р. обсяги видобутку кам'яного вугілля сягають понад 1 млн т на рік, з 1890 р. до 1913 р. — від 2,5 до 21 млн т на рік. Добування заліза із залізистих пісків занепало і відродилося тільки на початку Першої світової війни. Головним родовищем залізних руд стало Камаїсі на острові Хонсю, відоме з 1823 р. У 1913 р. було видобуто 153 тис. т залізної руди, в 1919 р. — 363 тис. т. До 1918 р. значного розвитку досягла мідна промисловість (в 1913 р. — 67 тис. т металу), але після 1918 р. країна починає ввозити мідь. На початку XX ст. розвивається видобуток олов'яних, свинцево-цинкових, вольфрамових, ртутних руд. По видобутку золота Японія в 1900—1912 роках займала 10-те місце у світі. У 20-ті роки японська Гірничодобувна промисловість була охоплена депресією, поступовий підйом галузей починається в 1930-ті роки. У 1981-85 рр. видобуток руд чорних і кольорових металів скорочувався (крім золота і срібла), імпорт руд і концентратів залишався стабільним, імпорт металів помітно зростав. Істотно збільшився видобуток неметалічних копалин і зріс імпорт неметалічної сировини: глинозему, флюориту, фосфатів та ін. В цей період Японія займає одне з провідних місць у світі з видобутку тальку, входить в число великих продуцентів йоду, сировини для виробництва азотних добрив, будівельних матеріалів, сірки, кам'яної солі, ряду рідкісноземельних металів. У невеликих кількостях добувають залізні і манганові руди, хроміти, вольфрам , молібден.

## Новітня епоха
На рубежі XX—XXI ст. в країні є кам'яне вугілля, нафта і газ, поліметалічні руди, гірничохімічна сировина, нерудні будівельні матеріали. Але більша частина копалин зосереджена в дрібних родовищах. Запаси основних корисних копалин, за винятком руд свинцю, цинку, срібла, сірки і бариту, складають менше 1 % сумарних запасів розвинених країн світу. Водночас у Японії розвідані значні запаси вапняку, доломіту, кварцового піску, піриту.
У 1990-х роках основні видобувні галузі: вугільна (40 % вартості мінеральної сировини, що добувається), газова (13 %), руд кольорових металів (12 %). У країні діяло 59 рудників і 680 інших гірничодобувних підприємств; переважний спосіб видобутку — підземний. Імпортується нафта і газ, кам'яне вугілля, залізна руда, сировина для кольорової металургії. На експорт йде ряд видів неметалічних копалин. Водночас Японія виробляє синтетичні сировинні матеріали: алмази, магнезію, кальциновану соду, діоксид марганцю тощо.
Підготовка гірничих кадрів ведеться на інженерних факультетах університетів, Національному інституті довколишнього середовища, в «Гірничо-металургійній агенції Японії».